# Villarmuerto
Villarmuerto is een gemeente in de Spaanse provincie Salamanca in de regio Castilië en León met een oppervlakte van 38,81 km². Villarmuerto telt 41 inwoners (1 januari 2016).

## Demografische ontwikkeling
Bron: INE, 1857-2011: volkstellingen
Opm.: In 1857 werd de gemeente Villargordo aangehecht